# Нуруллаев, Руслан Илькин оглы
Руслан Илькин оглы Нуруллаев (азерб. Ruslan İlkin oğlu Nurullayev; род. 11 августа 2004) — азербайджанский борец греко-римского стиля, выступающий в весовой категории до 72 кг. Чемпион Азербайджана среди взрослых (2023), чемпион Европы спортсменов до 23 лет (2025), чемпион Европы среди юниоров (2023), бронзовый призёр чемпионата мира среди спортсменов до 23 лет (2023), бронзовый призёр чемпионата Европы среди спортсменов до 23 лет (2024).

## Биография
Руслан Илькин оглы Нуруллаев родился 11 августа 2004 года.
В июне 2023 года Нуруллаев выиграл чемпионат Европы среди юниоров (до 20 лет), который проходил в испанском городе Сантьяго-де-Компостеле. В августе этого же года принимал участие на юниорском чемпионате мира в Аммане (Иордания), где уступил на стадии 1/8 финала.
В октябре 2023 года Нуруллаев завоевал бронзовую медаль на чемпионате мира среди спортсменов до 23 лет, который проходил в столице Албании Тиране. В первом раунде он победил Алексиса Варгаса из Мексики, а в 1/8 финала — греческого борца Георгиоса Сотириадиса. В четвертьфинале финала Нуруллаев уступил украинцу Ирфану Мирзоеву и, так как Мирзоев вышел в финал, — получил шанс побороться за бронзу. В первой утешительной схватке он одолел Кристофера Кланьи из Венгрии, а в схватке за бронзу — швейцарца Михаила Портмана.
В декабре 2023 года Нуруллаев, выступая за Джалильабадский район, выиграл чемпионат Азербайджана среди взрослых, одолев в финале весовой категории до 72 кг Урфана Гасанлы.
В мае 2024 года Руслан Нуруллаев выиграл бронзу на чемпионате Европы среди спортсменов до 23 лет в Баку. В июле 2024 года также занял третье место на чемпионате Европы среди спортсменов до 20 лет в сербском Нови-Саде.
В сентябре 2024 года в Понтеведре стал бронзовым призёром чемпионата мира среди спортсменов до 20 лет.
В марте 2025 года выиграл чемпионат Европы среди спортсменов до 23 лет в Тиране.